# Parafia św. Kazimierza w Łodzi

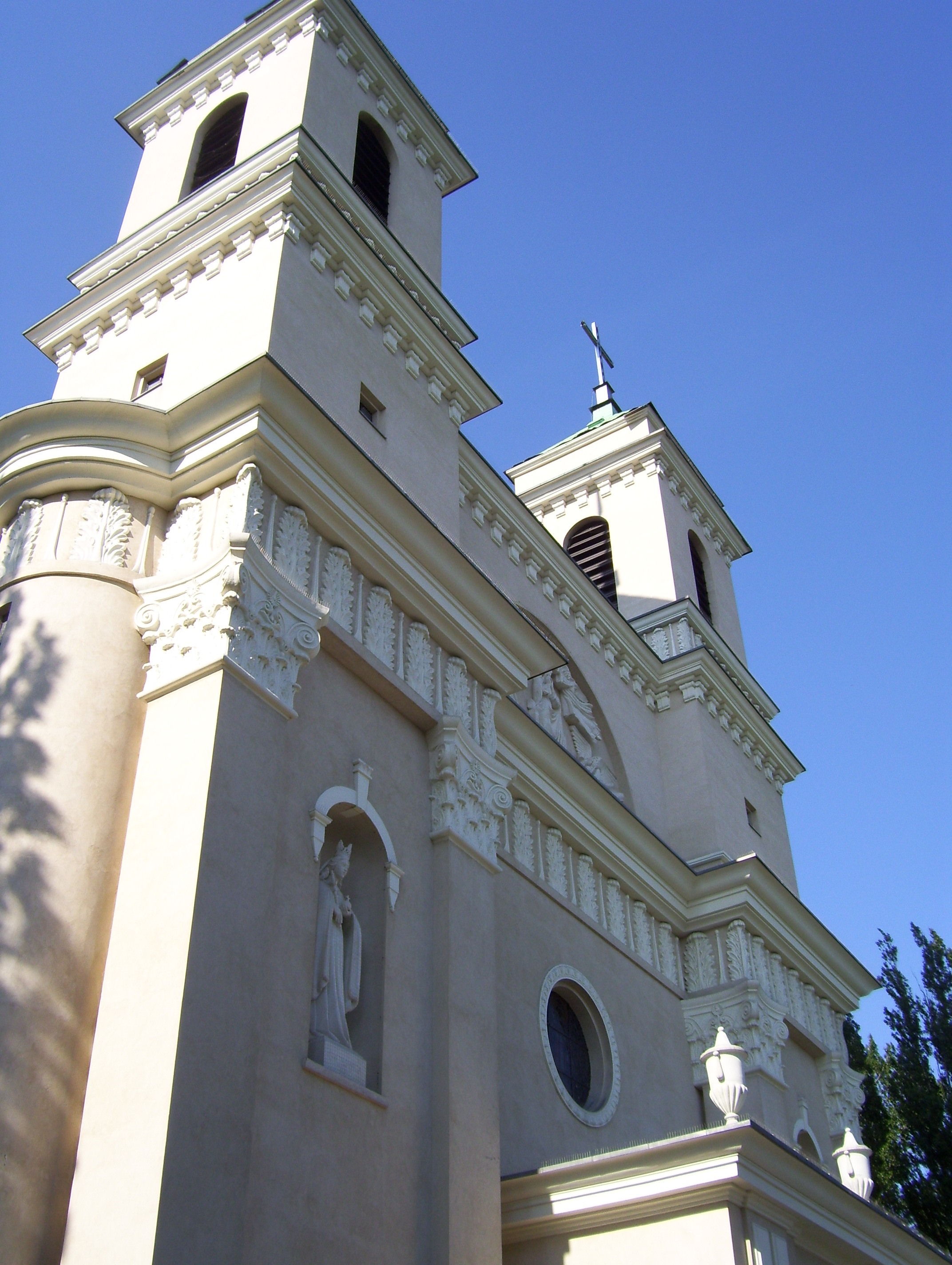
Fasada kościoła

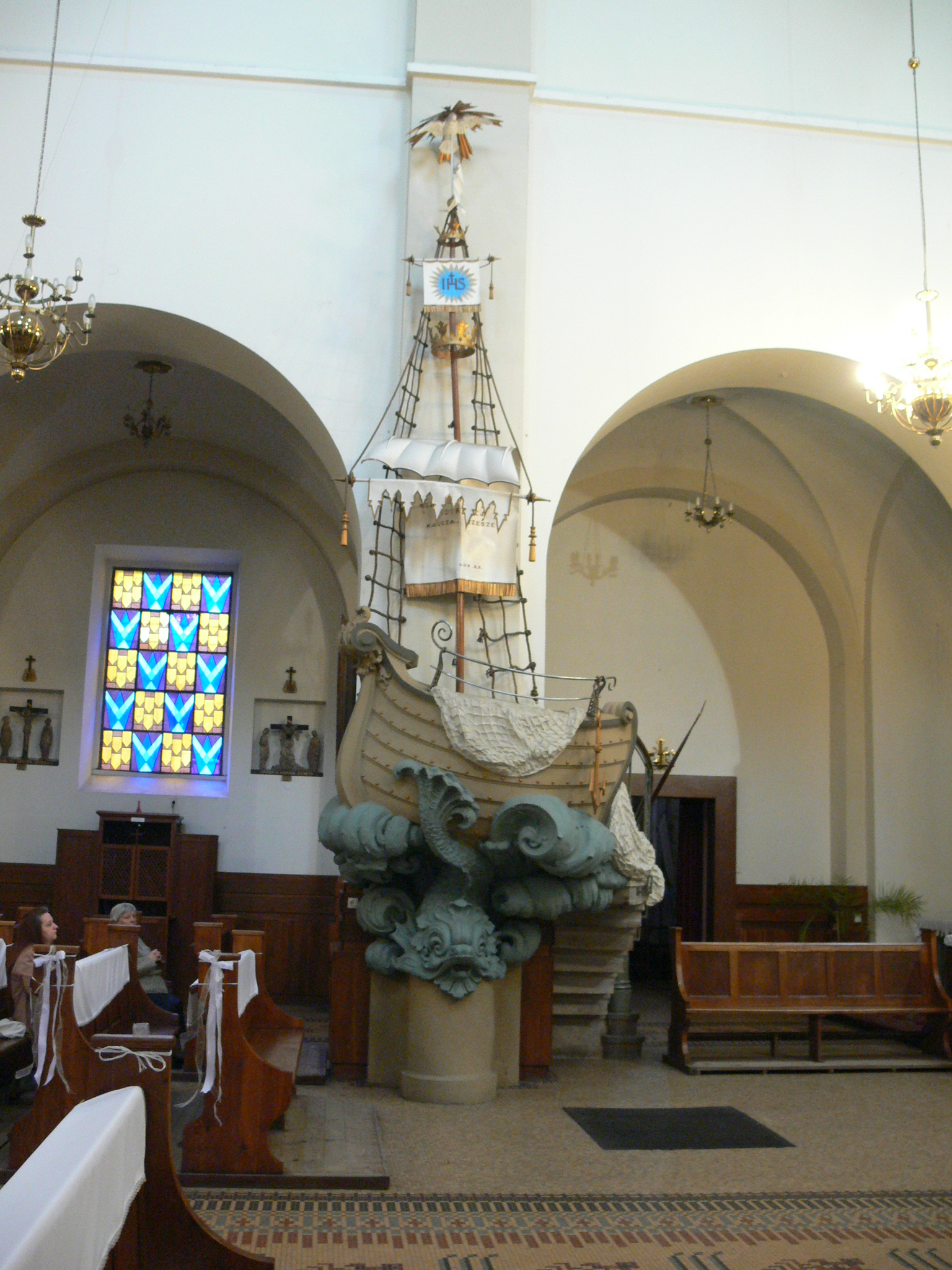
Ambona w formie łodzi Piotrowej; widok ogólny

Parafia św. Kazimierza w Łodzi – rzymskokatolicka parafia w dekanacie Łódź-Widzew, archidiecezji łódzkiej, z siedzibą przy ulicy Niciarnianej 7 w Łodzi.

## Powstanie parafii
Parafia została erygowana 11 kwietnia 1911 roku. Pierwszym proboszczem parafii został ks. Jan Albrecht. W 1923 roku biskup Wincenty Tymieniecki poświęcił plac pod kościół. Budowę kościoła według projektu architekta Józefa Kabana rozpoczęto w 1925 roku, a zakończono w 1936 roku. Kościół konsekrował 24 i 25 listopada 1936 roku biskup Włodzimierz Jasiński.
Pierwotny projekt budowy kościoła nie został w całości zrealizowany do wybuchu II wojny światowej. Nie zdążono go otynkować ani wykonać sztukatorskiej elewacji. Wykonano to dopiero staraniem proboszcza, ks. prałata Henryka Majchrzaka, w latach 2001–2005, na podstawie oryginalnego planu architektonicznego przy wydatnej pomocy finansowej miasta. W 2009 z inicjatywy proboszcza ks. kanonika Wiesława Jonczyka wyremontowano zakrystię, pomalowano wnętrze kościoła oraz odrestaurowano żyrandole.

## Kościół parafialny
trójnawowy kościół św. Kazimierza w Łodzi został wybudowany w stylu neoempirowym, na planie krzyża łacińskiego. Nawy zakończone absydami półkolistymi mieszczącymi ołtarze. Elewacja południowa zakończona dwoma wyniosłymi wieżami. Górne kondygnacje wieżowe stanowią dzwonnice. Elewacje wschodnia i zachodnia są podobne w kompozycji. Elewacja północna dostrojona została do ogólnej całości utrzymanej w charakterze neoempiryzmu. Wnętrze świątyni w nawie głównej pokrywa sklepienie łukowe, nawy boczne – sklepienie krzyżowe. Interesująca, jedyna taka w Łodzi, ambona w formie łodzi płynącej po wzburzonych falach.

## Zasięg terytorialny
W obrębie parafii znajdują się ulice: Antoniewska, króla Stefana Batorego, Bobrowa, Cicha, Czechosłowacka, Edwarda, Grodzka, Jelenia, Józefa, Świętego Kazimierza, Konstytucyjna (od al. Piłsudskiego do torów kolejowych), Kresowa, Lawinowa (od skrzyżowania z Pomorską), Lewarowa, Łosiowa, Maszynowa, Mazowiecka, Miechowska, Neonowa, Niciarniana, Nowogrodzka, Nowy Świat, Oskardowa, Paryska, Pograniczna, aleja Piłsudskiego (numery parzyste od 102, nieparzyste od 113), Pomorska (numery nieparzyste od Mazowieckiej do 349), Rokicińska (numery parzyste od 2 do ronda Inwalidów), Ruska, Sarnia, Selekcyjna, Sępia, Sobolowa, Stylonowa, Surowcowa, Szpitalna, Teodora, Turza, Wagonowa, Widzewska, Wiejska, Wilanowska, Winna, Wodociągowa, Zbiorcza.

## Proboszczowie
- ks. Jan Albrecht 1911–1919
- ks. Walenty Małczyński 1919–1922
- ks. Romuald Brzeziński 1922–1929
- ks. Czesław Stańczak 1929–1941
- ks. Franciszek Gwoździcki 1945–1947
- ks. Feliks Kąkolewski 1947–1960
- ks. Antoni Stajuda 1960–1988
- ks. prałat Henryk Franciszek Majchrzak (1988–2007)
Ks. Majchrzak zmarł w 2010, w 79. roku życia i 55. roku kapłaństwa – był kanonikiem honorowym Kapituły Archikatedralnej Łódzkiej i byłym wykładowcą w Wyższym Seminarium Duchownym.
- ks. kanonik Wiesław Jonczyk (2007–2012)
- ks. kanonik Stanisław Łągwa (2012–2022)
- ks. Łukasz Tarnawski (od 2022)

### Lektura uzupełniająca
- Czesław Stańczak: Rz.-katolicka parafja św. Kazimierza. Widzew. Powstanie i rozwój. 1911–1928. Łódź: Zakł. Graf. Bolesław Kotkowski i S-ka, 1929. Brak numerów stron w książce